# Гороян, Анна Львовна
Анна Львовна Гороян (род. 1 января 1981, Грозный) — российская кинорежиссёр, сценаристка и продюсер.

## Биография
Анна Гороян родилась 1 января 1981 года в Грозном.
В 2002 году получила физико-математическое высшее образование. В 2014 году окончила режиссёрский факультет ВГИК (мастерская Александра Прошкина).
В 2013 году сняла первый документальный короткометражный фильм «Лёд тронулся!» о единственной девочке в мужской хоккейной команде. Премьера следующего фильма, военной драмы «Доктор», с Кириллом Кяро и Александром Голубевым в главных ролях, состоялась в 2014 году. Главный герой, врач, помогает раненым на Чеченской войне, не деля их на «своих» и «чужих». Картина вошла в программу более 30 международных смотров, включая Таллинский кинофестиваль «Тёмные ночи» и Международный Каннский кинофестиваль, и была отмечена 20 наградами. Среди них — призы фестивалей «Золотой абрикос», «Гранат», АРТКИНО и Delhi International Film Festival.
Полнометражный игровой дебют «Тибра» был представлен на Московском международном кинофестивале в 2022 году. Главные роли в картине исполнили Виктория Исакова и Анна Пересильд. Работа стала для Пересильд первым съёмочным опытом в полнометражном проекте и принесла награду Sol International Film Festival за лучшую женскую роль. «Тибра» была тепло встречена зрителями и профессиональным сообществом, а также успешно показала себя в прокате. Фильм доступен на 8 стриминговых платформах, включая Кинопоиск, Start, Okko и другие.
Анна входила в жюри российско-итальянского кинофестиваля RIFF (Russia-Italia Film Festival) и смотра «Кыргызстан — страна короткометражных фильмов».
Основала кинокомпанию «Студия идей», с 2009 года по настоящее время является её генеральным продюсером. Компания специализируется на производстве игровых и документальных картин, а также рекламных видеороликов.

## Фильмография
| Год  | Фильм         | Режиссёр  | Сценарист | Продюсер  | Примечания       |
| ---- | ------------- | --------- | --------- | --------- | ---------------- |
| 2013 | Лёд тронулся! | зелёная ✓ | зелёная ✓ | зелёная ✓ | Документальный   |
| 2014 | Доктор        | зелёная ✓ | зелёная ✓ | зелёная ✓ | Короткометражный |
| 2017 | Хлопушка      | зелёная ✓ | зелёная ✓ | зелёная ✓ | Короткометражный |
| 2022 | Тибра         | зелёная ✓ | зелёная ✓ |           | Полнометражный   |

## Награды и премии
| Год  | Премия (награда) |
| ---- | --- |
| 2014 | Международный фестиваль национального и этнического кино «Серебряный Акбузат», приз за лучшую режиссуру («Доктор»)                             |
| 2015 | Международный кинофестиваль «Золотой абрикос» (Ереван), приз за лучший фильм («Доктор»)                                                        |
| 2016 | Всероссийский фестиваль авторского короткометражного кино «Арткино», приз за лучший сценарий, приз за лучший короткометражный фильм («Доктор») |
| 2016 | Delhi International Film Festival (Индия), приз за лучшую режиссуру («Доктор»)                                                                 |
| 2016 | Международный кинофестиваль «Гранат» (Торонто), приз за лучший короткометражный фильм («Доктор»)                                               |
| 2022 | SOL INTERNATIONAL FILM FESTIVAL (Испания), приз за лучшую женскую роль (Анна Пересильд, «Тибра»)                                               |